# یدلینگسک
یدلینگسک (به لاتین: Jedlińsk) یک روستا در لهستان است که در گمینا یدلینگسک واقع شده‌است. یدلینگسک ۱٬۷۰۰ نفر جمعیت دارد.